# Joseph Hiendl
Joseph Hiendl (* 1887 in Mitterberg bei Bogen; † 1960 in Passau) war ein deutscher Orgelbauer und Möbelhersteller.

## Leben und Werk
Joseph Hiendl war bei der Orgelbaufirma Ignaz Weise tätig. Er eröffnete nach seiner Niederlassung in Passau 1925 eine Orgelbaufirma in Passau im Stadtteil Neustift in Zusammenarbeit mit dem Orgelbauer und Intonateur Julius Becker. Sie firmierten unter Becker & Hiendl Orgelbau und schufen zahlreiche Instrumente im niederbayerischen Raum vorwiegend mit pneumatischer Traktur. Neben der Herstellung von Orgeln wurden auch Möbel produziert. Nach dem Tod von Julius Becker führte Hiendl die Firma allein. Nach dem Zweiten Weltkrieg übernahm Hiendls Sohn, der Möbelschreiner Rudolf Hiendl die Firma und fungierte fortan ausschließlich als Schreiner und Möbelhändler. Die Firma ist heute noch als Möbelhauskette Hiendl bekannt. 

## Werkliste (Auswahl)
| Jahr | Ort                      | Gebäude                        | Bild | Manuale | Register | Bemerkungen                                                           |
| ---- | ------------------------ | ------------------------------ | ---- | ------- | -------- | --------------------------------------------------------------------- |
| 1927 | Ruderting                | St. Josef                      |      | II/P    | 46       |                                                                       |
| 1929 | Haidmühle                | St. Maximilian                 |      | II/P    | 21       | erhalten, 2014 renoviert von Eisenbarth                               |
| 1930 | Frauenau                 | Mariä Himmelfahrt              |      | II/P    | 15       | Gehäuse erhalten                                                      |
| 1933 | Kößlarn                  | Wehrkirche                     |      | II/P    | 17       |                                                                       |
| 1934 | Passau                   | St. Michael oder Studienkirche |      | II/P    | 22       | Im Gehäuse der Vorgängerorgel, erhalten in St. Stephanus Straßkirchen |
| 1936 | Waldkirchen              | St. Peter und Paul             |      |         |          | 1945 zerstört, 2007 Neubau von Eisenbarth                             |
| 1936 | Passau                   | St. Josef                      |      | II/P    | 23       | → Orgel                                                               |
| 1937 | Hartkirchen              | St. Petrus                     |      | II/P    | 16       |                                                                       |
| 1937 | Alteglofsheim            | St. Laurentius                 |      | I/P     | 8        | hinter Gehäuse von Christoph Pürckl (1713); nicht erhalten            |
| 1938 | Schönberg (Niederbayern) | St. Margareta                  |      | II/P    | 16       | nicht erhalten, im Gehäuse von Johann Peter Plersch                   |
| 1939 | Hengersberg              | Rohrbergkirche                 |      | II/P    | 13       | nicht erhalten                                                        |
| 1947 | Freyung                  | Mariä Himmelfahrt              |      | II/P    | 17       | nicht erhalten; 1975 Neubau von Eisenbarth                            |